# Кравчик гірський
Кравчик гірський (Phyllergates cucullatus) — вид горобцеподібних птахів родини Cettiidae.

## Поширення
Вид поширений в Бангладеш, М'янмі, Бутан, Камбоджі, на півдні Китаю, північному сході Індії, Лаосі, Малайзії, в Таїланді та В'єтнамі, в Індонезії, на півночі Філіппін. Його природним середовищем проживання є субтропічні і тропічні вологі гірські ліси.

## Спосіб життя
Полює на дрібних комах у підліску і на землі.

## Підвиди
- P. cucullatus coronatus — від Гімалаїв до Індокитаю
- P. cucullatus thais — південь Таїланду
- P. cucullatus malayanus — Малайський півострів
- P. cucullatus cucullatus — Суматра, Ява та Балі
- P. cucullatus cinereicollis — північно-східний Борнео
- P. cucullatus viridicollis — о Палаван (Філіппіни)
- P. cucullatus philippinus — о. Лусон (Філіппіни)
- P. cucullatus everetti — о. Флорес (Малі Зондські острови)
- P. cucullatus riedeli — північне Сулавесі
- P. cucullatus stentor — центральне та південно-східне Сулавесі
- P. cucullatus meisei — західне Сулавесі
- P. cucullatus hedymeles — південно-західне Сулавесі
- P. cucullatus dumasi — Буру і Серам (південь Малуку)
- P. cucullatus batjanensis — о. Бачан